# شاعر خلق جمهوری آذربایجان

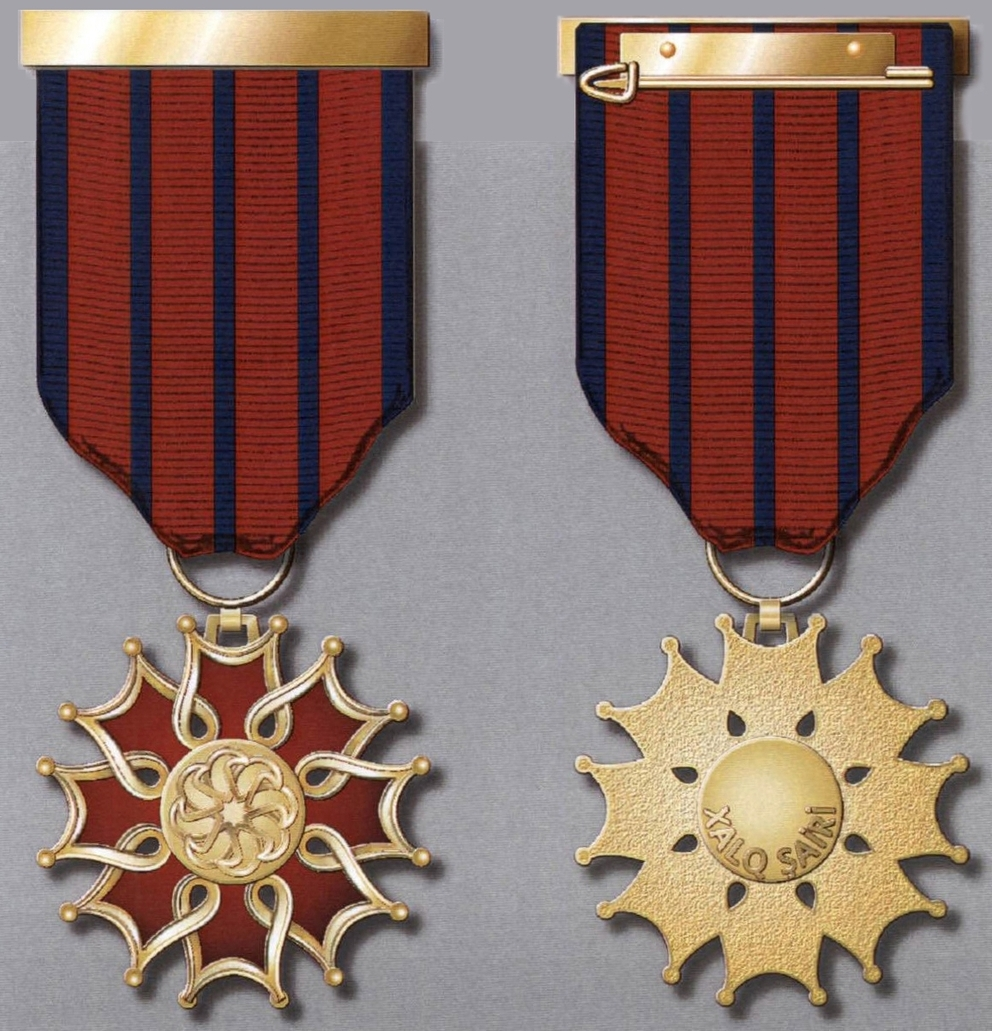
نشان های شاعر خلق آذربایجان

شاعر خلق جمهوری آذربایجان (ترکی آذربایجانی: People's Poet of Azerbaijan) یک لقب افتخاری است که به شعرای آذربایجانی در توسعهٔ ادبیات آذربایجانی نقش مؤثری داشته‌باشند، اهدا می‌شود.

## اطلاعات کلی
عنوان افتخاری شاعر خلق جمهوری آذربایجان با حکم حیدر علی‌اف، رئیس جمهوری وقت آذربایجان مورخ ۲۲ مه ۱۹۹۸ همراه با عناوین دیگر ایجاد شد.
رئیس‌جمهور آذربایجان به ابتکار خود و همچنین به پیشنهاد مجلس ملی و کابینه وزرای این عنوان افتخاری را به شعرا اعطا می‌کند.
این عنوان فقط به شهروندان جمهوری آذربایجان قابل اهدا است. بر اساس مقررات مربوطه، اعطای دوباره و مکرر عنوان افتخاری «شاعر خلق جمهوری آذربایجان» به یک فرد انکان‌پذیر نیست.
در صورت مشاهده سوء رفتار، امکان سلب فرد دریافت کننده از این عنوان وجود دارد.
همچنین به افرادی که عنوان افتخاری «شاعر خلق جمهوری آذربایجان» را دریافت می‌کنند، گواهی‌نامه و نشان مربوطه اهدا می‌شود. نشان یادشده بر روی سمت راست سینه نصب می‌شود.